# Fabrice Virgili
Fabrice Virgili, né le 14 octobre 1961, est un historien français, spécialiste des relations entre hommes et femmes au cours des deux guerres mondiales. Il est directeur de recherche au CNRS.

## Biographie
Agrégé d'histoire, docteur en histoire et habilité à diriger des recherches, Fabrice Virgili est directeur-adjoint de l'UMR SIRICE (Sorbonne, Identités, relations internationales et civilisations de l’Europe) et responsable de l'Axe « Genre et Europe » du Laboratoire d'excellence EHNE (Écrire une histoire nouvelle de l'Europe).
Spécialiste des relations entre hommes et femmes au cours des deux guerres mondiales, il est l'auteur d'une thèse (1999) sur les tontes de femmes accusées de collaboration en France. Depuis, ses recherches ont porté sur les enfants nés de couple franco-allemands pendant la Seconde Guerre mondiale et les violences sexuelles en temps de guerre.
Il est membre du comité de rédaction de la revue Clio. Histoire, femmes et sociétés et de l’Association pour le développement de l’histoire des femmes et du genre - Mnémosyne. Il a été commissaire de l’exposition « Amours, guerres et sexualité 1914-1945 », organisée à l’hôtel des Invalides (Paris). Il a été conseiller historique du film documentaire Enfants de boches réalisé par Olivier Truc et Christophe Weber, Sunset Presse, France 3, 2003.

## Publications
- François Rouquet et Fabrice Virgili, Les Françaises, les Français et l'Epuration (1940 à nos jours), Gallimard, 2018
- Julie Le Gac et Fabrice Virgili (coord.), L'Europe des femmes XVIIIe – XXIe siècle, Perrin, 2017
- Fabrice Virgili et Annette Wieviorka (dir.), Raoul Wallenberg Sauver les Juifs de Hongrie, Payot, 2015
- Raphaëlle Branche et Fabrice Virgili (dir.) Viols en temps de guerre, Paris, Payot, 2011  (ISBN 978-2228907033).
- La Garçonne et l'Assassin. Histoire de Louise et de Paul, déserteur travesti, dans le Paris des années folles,(avec Danièle Voldman), Paris, Payot, 2011  (ISBN 9782228906500). Adaptation en bande dessinée par Chloé Cruchaudet, Mauvais genre[4] (Delcourt, 2013) et adaptation cinématographique par André Téchiné, Nos années folles[5], 2017.
- La France "virile". Des femmes tondues à la Libération, Paris, Payot, 2000 ; rééd. Payot, coll. "Petite Bibliothèque Payot", 2004  (ISBN 9782228898577).
- Sexes, genre et guerres (France 1914-1945) (avec Luc Capdevila, François Rouquet, Danièle Voldman), Paris, Payot, coll. "Petite Bibliothèque Payot", 2010  (ISBN 9782228905565) [1re éd. Payot, 2003, sous le titre Hommes et femmes dans la France en guerre (1914-1945)].
- Amours, guerres et sexualité, 1914-1945 (avec François Rouquet et Danièle Voldman), Paris, Gallimard, 2007.
- Naître ennemi. Les enfants nés de couples franco-allemands pendant la Seconde Guerre mondiale, Paris, Payot, 2009  (ISBN 9782228903998).
- Raoul Nordling, Sauver Paris. Mémoires du consul de Suède (1905-1944), édition établie par Fabrice Virgili, Bruxelles, Complexe, 2002.
- Conseiller historique pour le film écrit et réalisé par Christophe Weber "Juin 1940. Le grand chaos" produit par Louis Vaudeville, France 3 éditions, 2010